# Тёмный певчий ястреб

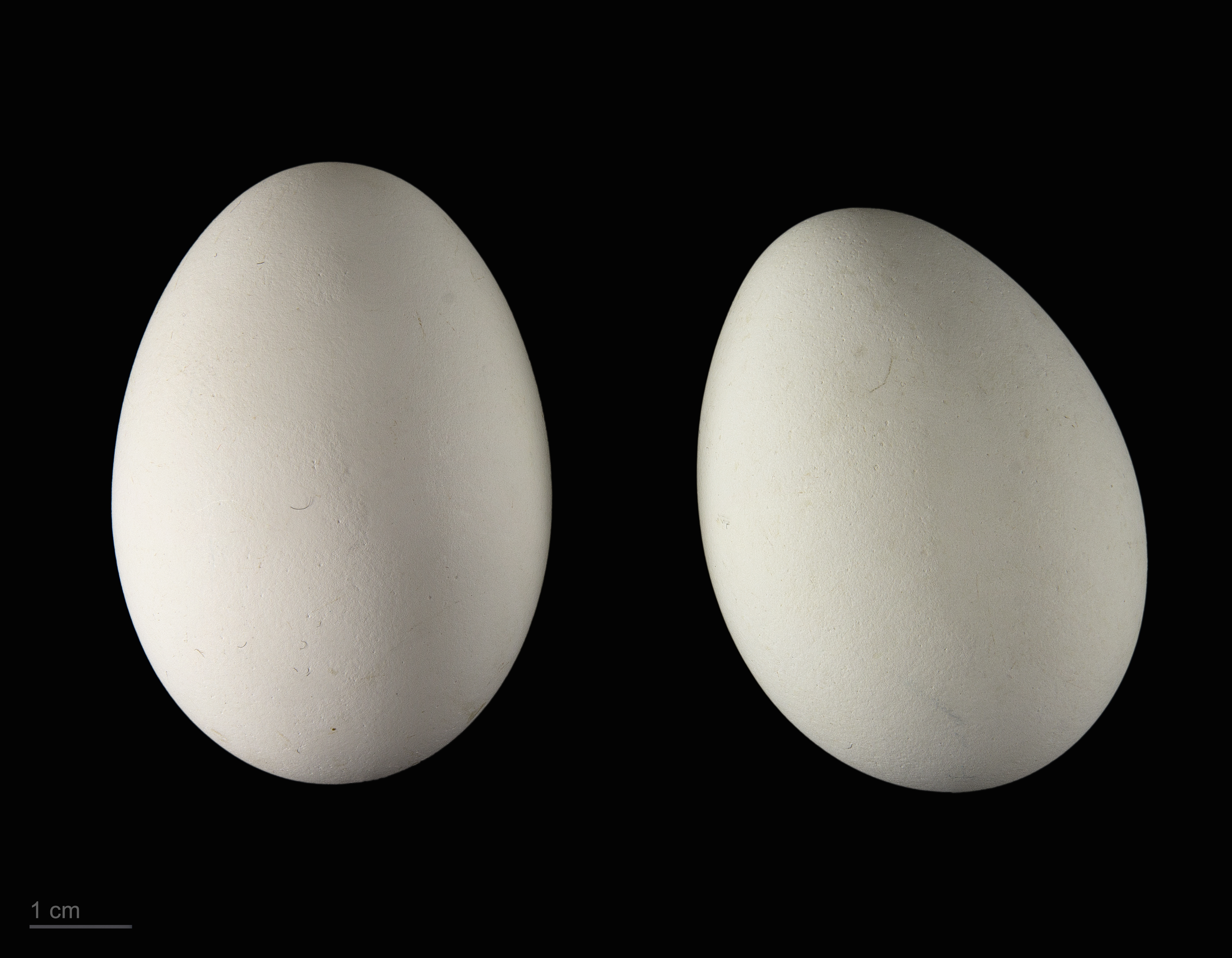
яйцо Melierax metabates - Тулузский музей

Тёмный пе́вчий я́стреб (лат. Melierax metabates) — африканская птица из семейства ястребиных.

## Описание
Тёмный певчий ястреб достигает длины от 38 до 51 см. Телосложение соответствует телосложению настоящих ястребов. Верхняя часть тела, крылья и голова тёмно-серые, грудь и горло светло-серые. Рулевые перья и хвост от серого до чёрного цвета. Вершина хвоста белая, вершина крепкого, жёлтого клюва серая. Ноги красные, оперение ног, нижняя сторона хвоста и брюхо в серо-белую полоску.

## Распространение
Тёмный певчий ястреб живёт в саваннах и открытых лесах. Он обитает на большей части Африки к югу от Сахары.

## Питание
Тёмный певчий ястреб питается, прежде всего, мелкими рептилиями и птицами величиной с голубя, реже мелкими млекопитающими, амфибиями и насекомыми.

## Размножение
Гнездо из веток, тины и травы сооружается на высоте от 3 до 10 м. Самка откладывает до двух серо-синих яиц, высиживает которые 36—38 дней. Молодые птицы становятся самостоятельными через 45—50 дней.

## Подвиды
Различают 4 подвида: M. m. metabates, M. m. theresae, M. m. ignoscens и M. m. mechowi.